# Discografia dei Motörhead
La discografia della band heavy metal britannica Motörhead è molto complessa e lunga. Questa lista rappresenta principalmente gli album considerati "ufficiali". Quello che doveva essere il loro primo album in studio per esempio, On Parole, è stato pubblicato quattro anni dopo le registrazioni e in modo non ufficiale.
Esistono inoltre svariate raccolte uscite a loro nome ma non autorizzate e, tra di esse, solo No Remorse contiene canzoni inedite su altri album. I vari bootleg qui non vengono citati ma raggiungono un livello veramente alto.
Per quanto riguarda i singoli sono da citare Whorehouse Blues, che è uscito solo in alcuni paesi del mondo ma che nel sito ufficiale non viene menzionato e altri promo single. I singoli dell'album The Wörld is Yours e successivi sono usciti solo per il mercato digitale.
Nella loro lunga carriera i Motörhead hanno venduto oltre 50 milioni di copie in tutto il mondo.

## Album in studio
| Copertina | Note | Copertina | Note |
| --------- | --- | --------- | --- |
|           | Motörhead - Registrato: 1977 - Località: Escape Studios, Kent - Pubblicato: settembre 1977 - Etichetta: Chiswick Records - UK Chart:                                                                  |           | Overkill - Registrato: dicembre 1978 - gennaio 1979 - Località: Roundhouse Studios, Sound Development Studios - Pubblicato: 24 marzo 1979 - Etichetta: Bronze Records - UK Chart: numero 24                                                                                  |
|           | Bomber - Registrato: 7 luglio - 31 agosto 1979 - Località: Roundhouse Studios, Olympic Studios - Pubblicato: 27 ottobre 1979 - Etichetta: Bronze Records - UK Chart: numero 12                        |           | Ace of Spades - Registrato: 4 agosto - 5 settembre 1980 - Località: Jackson's Studios, Rickmansworth - Pubblicato: 8 novembre 1980 - Etichetta: Bronze Records - UK Chart: numero 4                                                                                          |
|           | Iron Fist - Registrato: 26 gennaio - 1º marzo 1982 - Località: Ramport Studios, Morgan Studios - Pubblicato: 17 aprile 1982 - Etichetta: Bronze Records - UK Chart: numero 6                          |           | Another Perfect Day - Registrato: 1983 - Località: - Pubblicato: 4 giugno 1983 - Etichetta: Bronze Records - UK Chart: numero 20 |
|           | Orgasmatron - Registrato: 1986 - Località: Master Rock Studios, Londra - Pubblicato: 9 agosto 1986 - Etichetta: GWR Records - UK Chart: numero 21 - Note: Ridin' With The Driver come titolo iniziale |           | Rock 'n' Roll - Registrato: 1987 - Località: Master Rock Studios, Redwood, Londra - Pubblicato: 5 settembre 1987 - Etichetta: GWR Records - UK Chart: numero 24 - Note: Apparizione speciale di Michael Palin                                                                |
|           | 1916 - Registrato: 1989 – 1990 - Località: - Pubblicato: 26 febbraio 1991 - Etichetta: WTG Records - UK Chart: numero 24 - Note: Nominato per un Grammy Award                                         |           | March ör Die - Registrato: 1992 - Località: Music Grinder Studios - Pubblicato: 14 agosto 1992 - Etichetta: Epic Records - UK Chart: numero 60 - Note: Apparizioni speciali di Ozzy Osbourne e Slash                                                                         |
|           | Bastards - Registrato: 1993 - Località: A & M e Prime Time Studios, Hollywood - Pubblicato: 29 novembre 1993 - Etichetta: ZYX Records - UK Chart:                                                     |           | Sacrifice - Registrato: 1995 - Località: Cherokee Studios, Hollywood - Pubblicato: 1995 - Etichetta: CMC International - UK Chart: |
|           | Overnight Sensation - Registrato: 1996 - Località: Ocean and Track House Recording Studios - Pubblicato: 15 ottobre 1996 - Etichetta: CMC International - UK Chart:                                   |           | Snake Bite Love - Registrato: - Località: The Valley, Hollywood - Pubblicato: 10 marzo 1998 - Etichetta: CMC International - UK Chart: |
|           | We Are Motörhead - Registrato: giugno - agosto 1999 - Località: Karo Studios, Brackel, Germania - Pubblicato: 16 maggio 2000 - Etichetta: CMC International - UK Chart:                               |           | Hammered - Registrato: 2001 - Località: Henson Studios, Chuck Reed's House - Pubblicato: 9 aprile 2002 - Etichetta: Metal-Is/Sanctuary Records - UK Chart: - Notes: Apparizione speciale di Triple H                                                                         |
|           | Inferno - Registrato: 2004 - Località: NRG Paramount, Maple Studios - Pubblicato: 22 giugno 2004 - Etichetta: SPV GmbH - UK Chart: numero 95 - Note: Apparizione speciale di Steve Vai                |           | Kiss of Death - Registrato: 2006 - Località: Paramount Studios, Hollywood, NRG Studios, Hollywood, Maple Studios, Costa Mesa - Pubblicato: 29 agosto 2006 - Etichetta: SPV GmbH - UK Chart: numero 45 - Note: Apparizioni speciali di Zoli Téglás, C. C. DeVille e Mike Inez |
|           | Motörizer - Registrato: 2008 - Località: - Pubblicato: 26 agosto 2008 - Etichetta: SPV GmbH - UK Chart: - Note:                                                                                       |           | The Wörld is Yours - Registrato: febbraio-luglio 2010 - Località: Dave Grohl's Studio 606, California - Pubblicato:14 dicembre 2010 (UK) 8 febbraio 2011 (resto del mondo) - Etichetta: UDR Music/Motörhead Music, EMI - UK Chart: - Note:                                   |
|           | Aftershock - Registrato: febbraio 2013 - Località: - Pubblicato:21 ottobre 2013 - Etichetta: UDR Music/Motörhead Music, Warner Music Group - UK Chart: - Note:                                        |           | Bad Magic - Registrato: gennaio-febbraio 2015 - Località: - Pubblicato:28 agosto 2015 - Etichetta: UDR Music/Motörhead Music - UK Chart: #10 - Note: Brian May ospite nella traccia The Devil                                                                                |

## Album dal vivo
| Copertina | Note |
| --------- | --- |
|           | No Sleep 'til Hammersmith - Registrato: 28, 29 e 30 marzo 1981 - Località: Leeds e Newcastle - Pubblicato: 27 giugno 1981 - Etichetta: Bronze Records - UK Chart: numero 1 |
|           | What's Words Worth? - Registrato: 18 febbraio 1978 - Località: Roundhouse, Londra - Pubblicato: 5 marzo 1983 - Etichetta: Big Beat Records - UK Chart: numero 71 |
|           | Nö Sleep at All - Registrato: 2 luglio 1988 - Località: Hämeenlinna "Giants of Rock" Festival, Finlandia - Pubblicato: 15 ottobre 1988 - Etichetta: GWR Records |
|           | Everything Louder Than Everyone Else - Registrato: 25 maggio 1998 - Località: "The Docks", Amburgo - Pubblicato: 9 marzo 1999 in due dischi - Etichetta: SPV GmbH |
|           | Live at Brixton Academy - Registrato: 22 ottobre 2000 - Località: Brixton Academy, Londra - Pubblicato: 9 dicembre, 2003 in due dischi - Etichetta: Steamhammer/SPV |
|           | BBC Live & In-Session - Registrato: 25 settembre 1978, 16 maggio 1979, 6 ottobre 1981, 16 agosto 1986 - Località: John Peel's show - Paris Theatre, London - David Jensen's show - Friday Rock Show - Pubblicato: 30 settembre 2005 in due dischi - Etichetta: Sanctuary Records   |
|           | Better Motörhead Than Dead: Live at Hammersmith - Registrato: 16 giugno 2005 - Località: Hammersmith Odeon, Londra - Pubblicato: 16 luglio 2007 in due dischi - Etichetta: SPV |
|           | The Wörld Is Ours - Vol. 1: Everywhere Further Than Everyplace Else - Registrato: 16 novembre 2010, 28 febbraio e 9 aprile 2011 - Località: Manchester, New York City, Santiago del Cile - Pubblicato: 18 novembre 2011 in due dischi - Etichetta: EMI - UDR Music/Motörhead Music |
|           | The Wörld Is Ours - Vol. 2: Anyplace Crazy as Anywhere Else - Registrato: 10 luglio, 8 agosto, 25 settembre 2011 - Località: Sonisphere Festival, Wacken Open Air, Rock in Rio - Pubblicato: 21 settembre 2012 in due dischi - Etichetta: EMI - UDR Music/Motörhead Music          |
|           | Clean Your Clock - Registrato: 20 e 21 novembre 2015 - Località: Monaco di Baviera - Pubblicato: 10 giugno 2016 - Etichetta: UDR Music/Motörhead Music |

## Raccolte
| Copertina | Note | Copertina | Note |
| --------- | --- | --------- | --- |
|           | No Remorse - Registrato: 1977 - 1984 - Pubblicato: 15 settembre 1984 in due dischi - Etichetta: Bronze Records                                    |           | All the Aces - Registrato: 1977 - 1986 - Pubblicato: 1993 - Etichetta: Sanctuary Records / Castle                              |
|           | Born to Lose, Live to Win: The Bronze Singles 1978-1983 - Registrato: 1978 - 1983 - Pubblicato: 1999, boxset da dieci singoli - Etichetta: Castle |           | The Best of Motörhead - Registrato: 1975 - 2000 - Pubblicato: 12 settembre 2000 in due dischi - Etichetta: Metal-Is/Sanctuary  |
|           | The Chase Is Better Than the Catch: The Singles A & B's - Registrato: 1977 - 1984 - Pubblicato: 2000 - Etichetta: Castle                          |           | Over the Top: The Rarities - Registrato: 1977 - 1982 - Pubblicato: 2000 - Etichetta: Castle                                    |
|           | Stone Deaf Forever! - Registrato: 1975 - 2002 - Pubblicato: 7 ottobre 2003, boxset da cinque dischi - Etichetta: Sanctuary Records                |           | Deaf Forever: The Best of Motörhead - Registrato: 1977 - 1986 - Pubblicato: 1º novembre 2005 in due dischi - Etichetta: Castle |
|           | Wake the Dead - Registrato: 2010 - 2015 - Pubblicato: 16 dicembre 2016, boxset da tre vinili - Etichetta: UDR Music                               |           | Under Cöver - Registrato: 1992 - 2015 - Pubblicato: 1º settembre 2017 - Etichetta: Motörhead Music/Silver Lining Music Ltd.    |

## EP
| Copertina | Note |
| --------- | --- |
|           | The Golden Years - Registrato: - Pubblicato: 3 maggio 1980 - Etichetta: Bronze Records - UK Chart: numero 8 - Note: registrazioni live                                                                              |
|           | Beer Drinkers and Hell Raisers - Registrato: 1977 - Pubblicato: 22 novembre 1980 - Etichetta: Big Beat Records - UK Chart: numero 43 - Notes: Tracce non pubblicate dalle prime sessioni registrate per la Chiswick |
|           | St. Valentine's Day Massacre EP - Registrato: 1980 - Pubblicato: 21 febbraio 1981 - Etichetta: Bronze Records - UK Chart: numero 5 - Note: Collaborazione con le Girlschool, usando il nome comune Headgirl         |
|           | Stand by Your Man - Registrato: maggio 1980 - Pubblicato: 1982 - Etichetta: Bronze Records - UK Chart: - Note: Collaborazione con i Plasmatics                                                                      |
|           | '92 Tour EP - Registrato: 1992 - Pubblicato: 1992 - Etichetta: WTG Records / Epic Records - UK Chart: numero 63 - Note: Tracce da March ör Die e 1916                                                               |

## Singoli
| Copertina | Note | Copertina | Note |
| --------- | --- | --------- | --- |
|           | "Leaving Here" - Album: - Pubblicato: 1977 - Etichetta: Stiff Records - UK Chart:                                      |           | "Motörhead" - Album: Motörhead - Pubblicato: 1977 - Etichetta: Chiswick Records - UK Chart:                               |
|           | "Louie Louie" - Album: - Pubblicato: 1978 - Etichetta: Bronze Records - UK Chart: numero 68                            |           | "Overkill" - Album: Overkill - Pubblicato: 1979 - Etichetta: Bronze Records - UK Chart: numero 39                         |
|           | "No Class" - Album: Overkill - Pubblicato: 30 giugno 1979 - Etichetta: Bronze Records - UK Chart: numero 61            |           | "Bomber" - Album: Bomber - Pubblicato: 1º dicembre 1979 - Etichetta: Bronze Records - UK Chart: numero 34                 |
|           | "Ace of Spades" - Album: Ace of Spades - Pubblicato: 27 ottobre 1980 - Etichetta: Bronze Records - UK Chart: numero 15 |           | "Motörhead (live)" - Album: No Sleep 'til Hammersmith - Pubblicato: 1981 - Etichetta: Bronze Records - UK Chart: numero 6 |
|           | "Iron Fist" - Album: Iron Fist - Pubblicato: 3 aprile 1982 - Etichetta: Bronze Records - UK Chart: numero 29           |           | "I Got Mine" - Album: Another Perfect Day - Pubblicato: 27 maggio 1983 - Etichetta: Bronze Records - UK Chart: numero 46  |
|           | "Shine" - Album: Another Perfect Day - Pubblicato: 1983 - Etichetta: Bronze Records - UK Chart: numero 59              |           | "Killed by Death" - Album: No Remorse - Pubblicato: 1º settembre 1984 - Etichetta: Bronze Records - UK Chart: numero 51   |
|           | "Deaf Forever" - Album: Orgasmatron - Pubblicato: 1986 - Etichetta: GWR Records - UK Chart: numero 67                  |           | "Eat the Rich" - Album: Rock 'n' Roll - Pubblicato: 1987 - Etichetta: GWR Records - UK Chart:                             |
|           | "Ace of Spades (live)" - Album: Nö Sleep at All - Pubblicato: 1988 - Etichetta: GWR Records - UK Chart:                |           | "The One to Sing the Blues" - Album: 1916 - Pubblicato: 5 gennaio 1991 - Etichetta: Epic Records - UK Chart: numero 45    |
|           | "Hellraiser" - Album: March ör Die - Pubblicato: 1992 - Etichetta: Sony Records - UK Chart:                            |           | "Don't Let Daddy Kiss Me" - Album: Bastards - Pubblicato: 1993 - Etichetta: Sony Records - UK Chart:                      |
|           | "Born to Raise Hell" - Album: Bastards - Pubblicato: 1994 - Etichetta: Arista Records - UK Chart: numero 47            |           | "God Save The Queen" - Album: We Are Motörhead - Pubblicato: 2000 - Etichetta: Steamhammer - UK Chart:                    |
|           | "Whorehouse Blues" - Album: Inferno - Pubblicato: 2004 - Etichetta: Steamhammer                                        |           | "Get Back in Line" - Album: The Wörld Is Yours - Pubblicato: 2010 - Etichetta: UDR Music/Motörhead Music, EMI             |
|           | "I Know How to Die" - Album: The Wörld Is Yours - Pubblicato: 2011 - Etichetta: UDR Music/Motörhead Music, EMI         |           | "Heartbreaker" - Album: Aftershock - Pubblicato: 2013 - Etichetta: UDR Music/Motörhead Music                              |
|           | "Crying Shame" - Album: Aftershock - Pubblicato: 28 marzo 2013 - Etichetta: UDR Music/Motörhead Music                  |           | "Thunder & Lightning" - Album: Bad Magic - Pubblicato: 5 giugno 2015 - Etichetta: UDR Music/Motörhead Music               |
|           | "Electricity" - Album: Bad Magic - Pubblicato: 31 luglio 2015 - Etichetta: UDR Music/Motörhead Music                   |           | |

## Pubblicazione non ufficiale
| Copertina | Note |
| --------- | --- |
|           | On Parole - Registrato: 1975 - 1976 - Località: Rockfield Studios - Pubblicato: 1979 - Etichetta: United Artists Records - UK Chart: - Note: copertina della ristampa della Liberty Records |

## Videografia

### VHS

Live in Toronto (1982)
Another Perfect Day Video EP (1984)
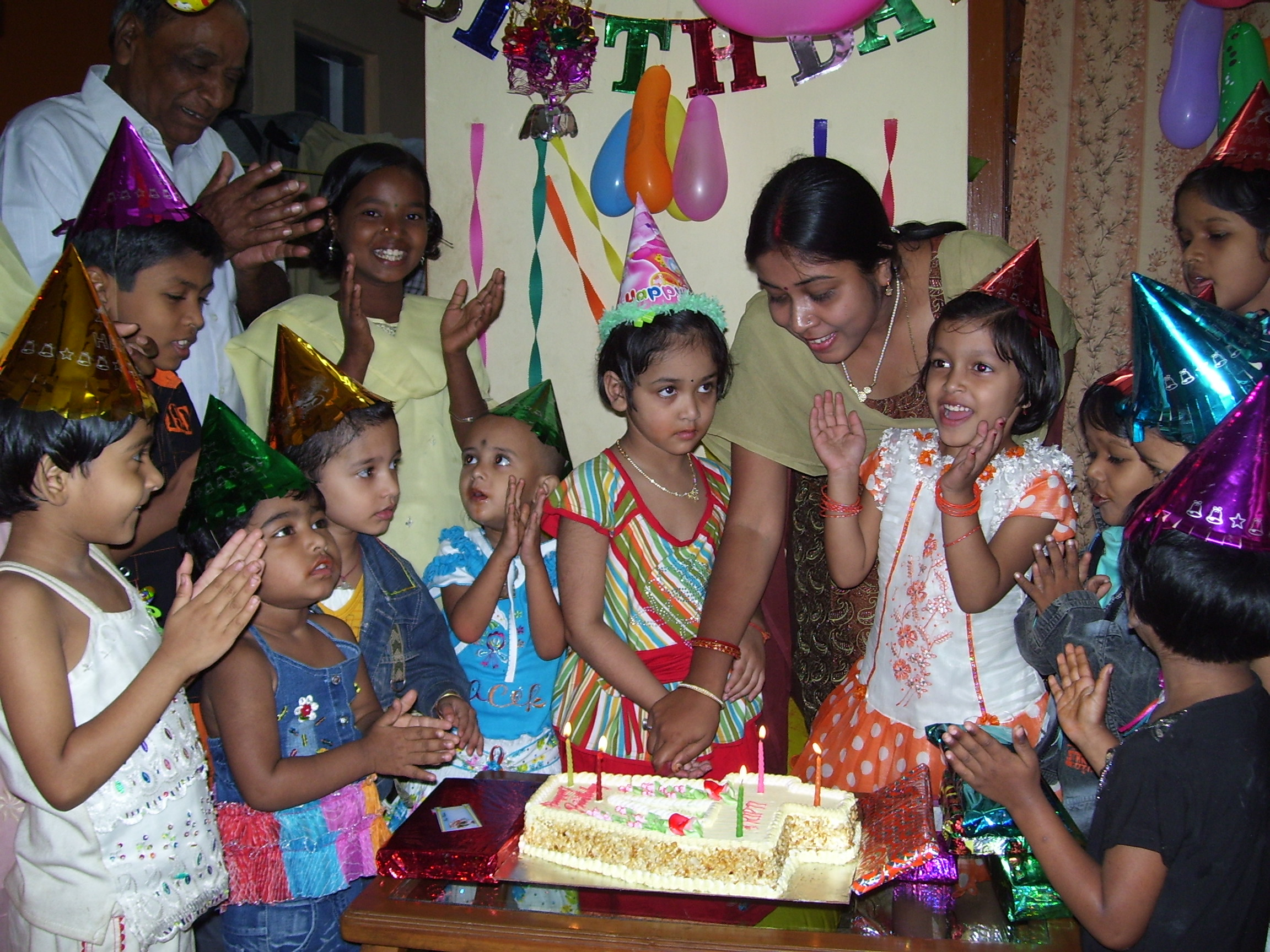
The Birthday Party (1985)
Deaf Not Blind (1986)
Everything Louder than Everything Else (1991)

### Album video

25 & Alive Boneshaker (2001)
The Best of Motörhead (2002)
Motörhead: Special Edition EP (2002)
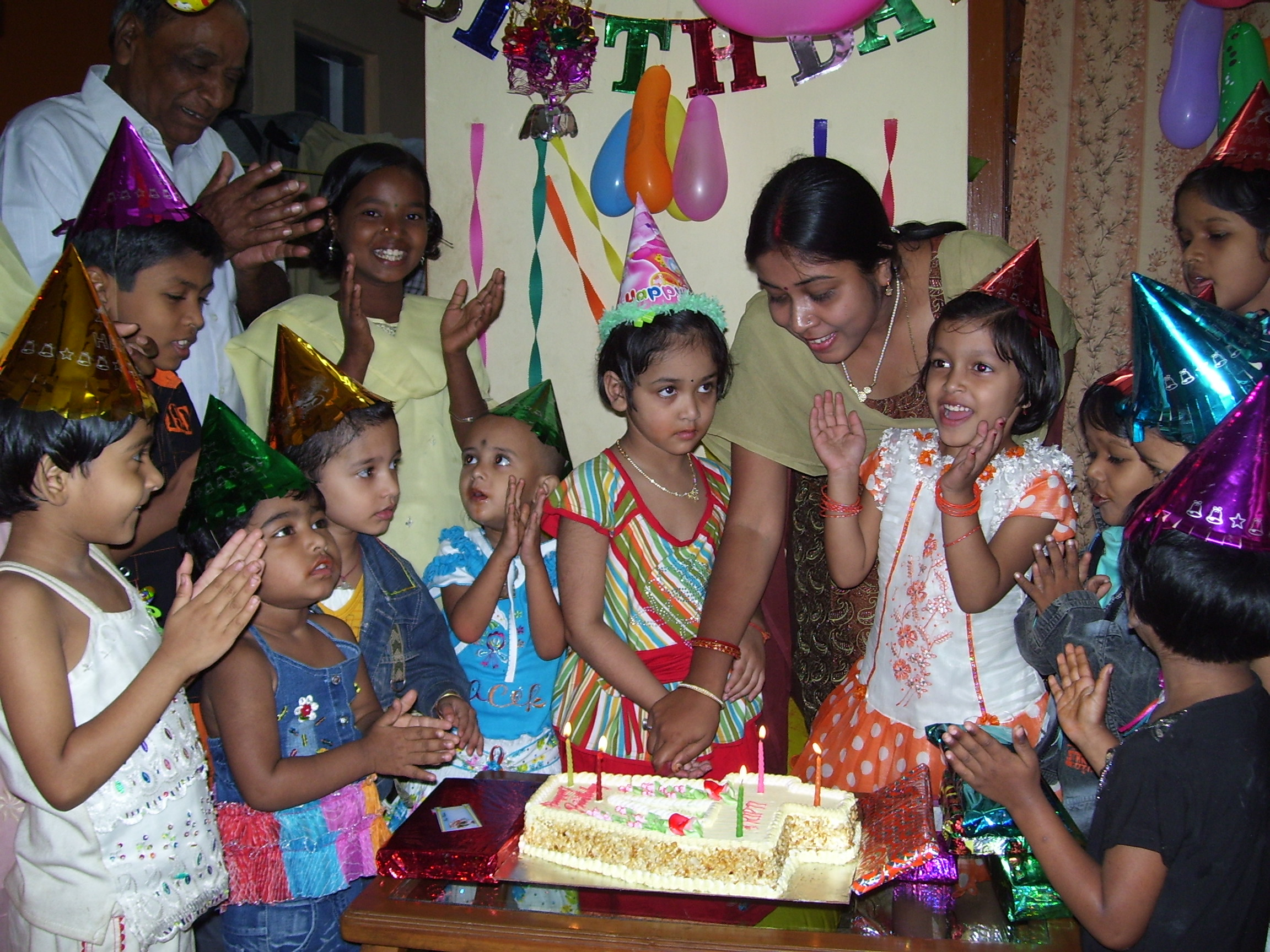
The Birthday Party (2003)
Everything Louder than Everything Else (2004)
Classic Albums: Motörhead - Ace of Spades (2005)
Stage Fright (2005)
The Wörld Is Ours - Vol. 1: Everywhere Further Than Everyplace Else (2011)
The Wörld Is Ours - Vol. 2: Anyplace Crazy as Anywhere Else (2012)

### Blu-ray

The Wörld Is Ours - Vol. 1: Everywhere Further Than Everyplace Else (2011)
The Wörld Is Ours - Vol. 2: Anyplace Crazy as Anywhere Else (2012)

### Video musicali
- 1980 - Ace of Spades (Ace of Spades)
- 1980 - The Chase Is Better Than The Catch (Ace of Spades)
- 1982 - Iron Fist (Iron Fist)
- 1984 - Killed By Death (No Remorse)
- 1987 - Rock 'n' Roll (Rock 'n' Roll)
- 1987 - Eat The Rich (Rock 'n' Roll)
- 1991 - R.A.M.O.N.E.S. (1916)
- 1991 - No Voices in the Sky (live) (1916)
- 1991 - I'm So Bad (Baby I Don't Care) (1916)
- 1992 - I Ain't No Nice Guy (March ör Die)
- 1992 - Hellraiser (March ör Die)
- 1993 - Burner (Bastards)
- 1993 - Born to Raise Hell (Bastards)
- 1995 - Sacrifice (Sacrifice)
- 1996 - I Don't Believe a Word (Overnight Sensation)
- 2000 - God Save The Queen (We Are Motörhead)
- 2002 - Brave New World (Hammered)
- 2002 - Serial Killer (Hammered)
- 2004 - Life's a Bitch (Inferno)
- 2004 - Whorehouse Blues (Inferno)
- 2006 - Be My Baby (Kiss of Death)
- 2008 - Rock Out (Motörizer)
- 2010 - Get Back in Line (The Wörld is Yours)
- 2011 - I Know How to Die (The Wörld is Yours)
- 2013 - Heartbreaker (Aftershock)
- 2014 - Lost Woman Blues (live) (Aftershock - Tour Edition)
- 2015 - Thunder & Lightning (Bad Magic)
- 2015 - When the Sky Comes Looking for You (Bad Magic)
- 2017 - Heroes (Under Cöver)

## Collaborazioni
| Data | Titolo                                                       | Artista partecipante | Note                        |
| ---- | ------------------------------------------------------------ | -------------------- | --------------------------- |
| 1995 | The Lemmy's a.k.a. Metallica - Happy Birthday, Uncle Rotter! | Metallica            | pubblicazione non ufficiale |

## Altre partecipazioni
- 1998 - ECW Extreme Music (traccia Enter Sandman)
- 2001 - Twisted Forever: A Tribute to the Legendary (traccia "Shoot 'Em Down")
- 2001 - WWF The Music, Vol. 5 (traccia "The Game")
- 2004 - WWE ThemeAddict: The Music, Vol. 6 (traccia "Line in the Sand")
- 2004 - SpongeBob SquarePants Movie Soundtrack (traccia "You Better Swim")
- 2006 - WWE Wreckless Intent (traccia "King of Kings")
- 2008 - Hell Bent Forever: A Tribute to Judas Priest (traccia "Breaking the Law")

## Tribute
- Built for Speed: A Motorhead Tribute: 1999, Victory Records, various (hardcore, punk) artists.[1]
- A Motorhead Tribute: 2000, Pink Honey Records, various (?rock?) artists.[2]
- Tribute to Motorhead: 2006, Crimson Mask, various (black/death metal) artists.[3]
- Dead Forever: Tribute to Motörhead: 1999, Dwell, various ("lame death metal and industrial artists.[4]
- Killed By Death: 1997, Make 'em Deaf Forever - A Tribute to the Loudest Band in the World - Motörhead.[5]
- Homenaje a Motörhead: Spanish release, 2005, El Diablo.
- Remember Me Now... I'm Motörhead: 2005, Scatboy Records, USA.
- Motörmorphösis - A Tribute to Motörhead Part 1 2001, Remedy Records.[6]
- St. Valentine's Day Massacre - A Rock n' Roll Tribute to Motorhead: 2005, Bad Reputation Records.
- Strength to Endure - A Tribute to Ramones and Motorhead by Rioygun and Bullet Treatment: 2002, Basement Records.[6]

## Filmografia
Segue una lista dei film che hanno a che fare (o nella colonna sonora dei quali sono inclusi brani de) i Motörhead
- 1982 UndeRage: traccia Ace of Spades — Contemporary Films Ltd.
- 1985 Phenomena, distribuito negli Stati Uniti con il titolo Creepers: traccia Locomotive — Genesis Home Video.
- 1986 Zombie Nightmare: traccia Ace of Spades — New World Pictures.
- 1988 The Decline of Western Civilization Part II, The Metal Years: traccia Cradle to the Grave — RCA/Columbia Pictures Home Video.
- 1988 Mangia il ricco: tracce Nothing Up My Sleeve, Built For Speed, Orgasmatron, Doctor Rock, On the Road, Eat the Rich e Bess — New Line Home Entertainment.
- 1992 Hellraiser 3: Inferno sulla Città: tracce Hellraiser e Hell on Earth. Born to Raise Hell è stata registrata nelle stesse sessioni di entrambe, per poi comparire nei titoli coda (anche se non nella colonna sonora ufficiale).
- 1994 Airheads - Una band da lanciare: traccia Born to Raise Hell — 20th Century Fox Distribution.
- 1990 Hardware: traccia Ace of Spades — HBO Home Video.
- 1996 Tromeo and Juliet: traccia Sacrifice — Troma Team.
- 1997 Grosse Pointe Blank: traccia Ace of Spades — Hollywood Pictures Home Video.
- 1997 Wishmaster - Il signore dei desideri: conosciuto anche come Wes Craven's Wishmaster: traccia Listen to Your Heart — Live Entertainment.
- 1998 Whatever: traccia The Chase Is Better Than the Catch — Sony Pictures Classics/Columbia TriStar.
- 1999 Mrs. Death: traccia Born To Raise Hell.
- 2002 Ash Wednesday: traccia Shoot 'em Down.
- 2002 Riders - Amici per la morte: traccia Stay Out Of Jail.
- 2004 Spongebob - Il film: traccia You Better Swim — United International Pictures. Basata sulla loro classica canzone You Better Run; le parole sono state cambiate per argomenti come pesci, squali e balene — Paramount Pictures/Nickelodeon Movies.
- 2005 Metal: A Headbanger's Journey: tracce Ace Of Spades e Killed by Death — Seville Pictures/Warner Home Video.
- 2006 Free Jimmy: traccia Ace of Spades — Columbia TriStar
- 2006 Il quiz dell'amore: traccia Ace of Spades — Picturehouse.
- 2007 Smokin' Aces: traccia Ace of Spades — Universal Pictures Distribution.
- 2007 Suxbad - Tre menti sopra il pelo: traccia Ace of Spades — Columbia Pictures.
- 2007 Shoot 'Em Up: traccia Ace of Spades — New Line Cinema.
- 2008 Bolt - Un eroe a quattro zampe: traccia Dog Face-Boy — Walt Disney Pictures.
- 2009 Halloween II: traccia The Chase Is Better Than the Catch — Dimension Films.

## Bootleg
- 1975 The First Gig (20 luglio, The Roundhouse, Londra[9])
- 1978 Iron Fist and The Hordes From Hell (18 febbraio, The Roundhouse, Londra[10])
- 1979 Lemmymania (26 ottobre, Weißenohe[11])
- 1981 Motörheadbanger Special (18 ottobre, Norimberga[12])
- 1982 Mad Max 3 (21 ottobre, Genk[13])
- 1982 Beware the Dog (7 novembre, Rolling Stone, Milano[14])
- 1983 Live 1983 (10 giugno, Manchester[15])
- 1985 Titties and Vodka (5 luglio, Malung[16])
- 1992 Better Wear Armör! (10 dicembre, Offenbach[17])
- 2015 The Fucking Last Show (11 dicembre, Berlino)